# Три царевны подземного царства
«Три царевны подземного царства» — картины Виктора Васнецова.
В 1880—1881 годах Савва Мамонтов заказал Виктору Васнецову три картины для кабинета правления Донецкой железной дороги. Васнецов написал «Три царевны подземного царства», «Ковёр-самолет» и «Битва скифов со славянами».
За основу картины взята сказка «Подземные царства». Картина «Три царевны подземного царства» олицетворяет богатство недр Донбасса, для чего немного изменён сюжет сказки — на ней изображена царевна каменного угля. Члены правления не приняли работы Васнецова на сказочную тему как неуместные для служебного помещения.
В 1884 году Васнецов пишет ещё одну версию картины, немного меняя при этом композицию и колорит. Картину приобретает киевский коллекционер и меценат И. Н. Терещенко.
В новой версии изменилось положение рук царевны каменного угля, теперь они лежали вдоль тела, что придало фигуре спокойствие и величавость.

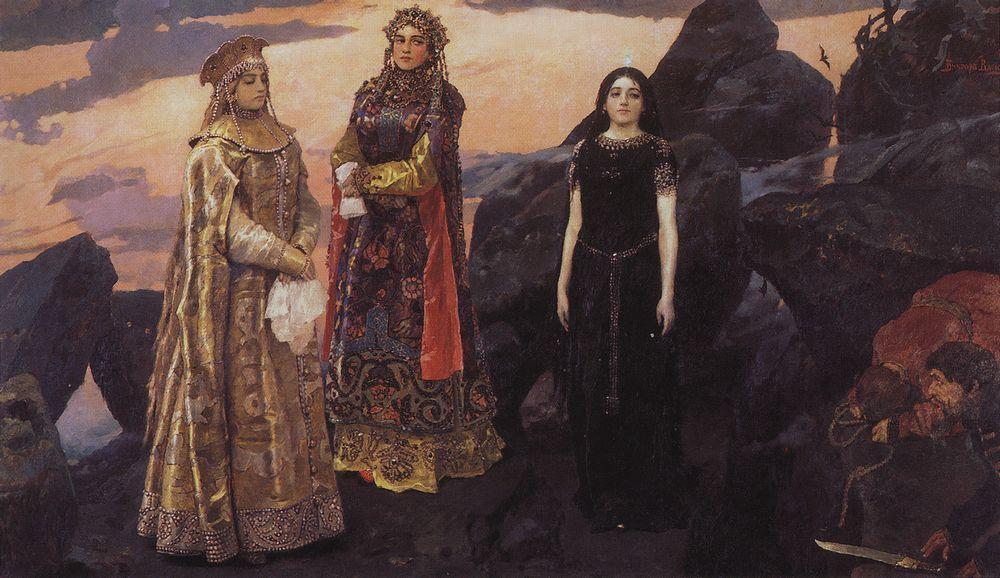
«Три царевны подземного царства», 1884 год

- Версия 1881 года хранится в Государственной Третьяковской галерее. Написана маслом по холсту. Размеры: 152,7 × 165,2 см. Поступила в ГТГ в 1910 году по завещанию М. А. Морозова. Инв. 1014.
- Версия 1884 года хранится в национальном музее «Киевская картинная галерея»[1]. Написана маслом по холсту. Размеры: 164 × 297 см.